# Golpe de Estado de Goudi

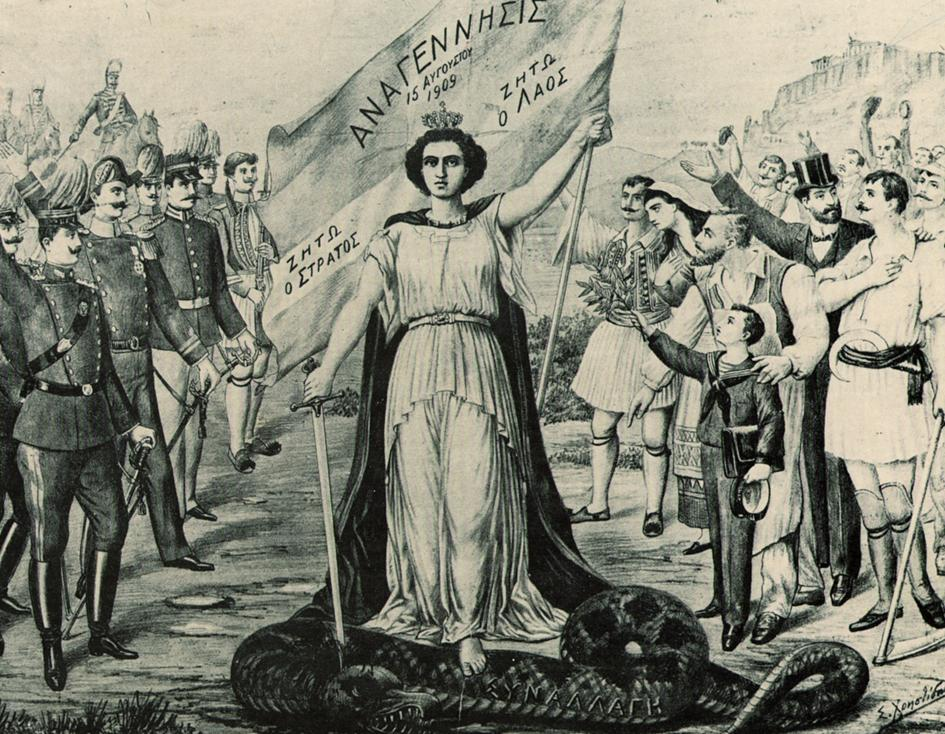
Litografía popular que celebra el éxito del golpe. Grecia pasa triunfalmente sobre el monstruo muerto del antiguo sistema de partidos, aclamada por el ejército y el pueblo.

El golpe de Estado de Goudi fue un pronunciamiento militar llevado a cabo por la Liga Militar griega el 15 de agostojul./ 28 de agosto de 1909greg. para forzar al Gobierno a aplicar ciertas medidas de refuerzo de las Fuerzas Armadas.Tras el golpe comenzó un periodo de control indirecto de la política griega por parte de los militares de la Liga, que coaccionaron a los sucesivos Gobiernos para aprobar las medidas de su programa ante la amenaza de un nuevo golpe de Estado y el establecimiento de un gobierno militar. El periodo de dominio militar iniciado con el golpe de Estado acabó en 1910 con la formación de una Asamblea Constituyente para revisar parcialmente la Constitución y la llegada a la política griega de Eleftherios Venizelos, que marcó esta hasta su muerte a mediados de los años 1930.

## Antecedentes
La derrota griega en la guerra contra el Imperio otomano de 1897 y la sensación de crisis y falta de reformas llevó a algunos oficiales a agruparse hacia finales de 1908 para forzar un cambio en las políticas gubernamentales, a las que parte de la sociedad civil, también considerando la situación como de depresión, se oponía.
El 3 de marzo de 1909 se produjeron manifestaciones exigiendo cambios en la política del gobierno y la intromisión del rey Jorge I de Grecia en la acción de gobierno, a lo que este se oponía considerándolo antidemocrático. La segunda de estas manifestaciones se tornó violenta y hubo varios heridos en los alrededores del parlamento, principalmente de las fuerzas del orden. El mismo mes los comerciantes de la capital mostraron su descontento por la rigidez del control aduanero, sumándose a la inquietud creciente.
Los intentos del gobierno de controlar el malestar y disolver las asociaciones ilegales de oficiales fracasaron. El gobierno, sin mayoría en el parlamento, se negó a negociar con la Liga.

## El golpe
La mañana del 28 de agosto de 1909 los oficiales de las guarniciones de la capital ordenaron la concentración de las tropas en la colina de Goudi, a unos 3 km al sureste de Atenas. Las tropas, que crearon un cordón que impedía el acceso a la colina, colocaron 12 piezas de artillería de montaña en la zona. En total, se calcula que se reunieron 446 oficiales y 2.546 suboficiales, soldados y marinos, junto con 135 civiles y 67 gendarmes. La Liga amenazó al gobierno con marchar sobre la capital a mediodía si no aceptaba sus exigencias de reforma.
Los intentos de sofocar la revuelta o conseguir el apoyo de tropas leales al gobierno fueron en vano. El primer ministro, Dimitrios Rallis, se encontró sin fuerza armada con la que oponerse a la Liga. Ante la falta de alternativas, presentó su dimisión al rey, que la rechazó.
Rallis envió delegados a los rebeldes, pero se negó a aceptar sus exigencias completamente. El rey, llegado desde Tatoi, acabó aceptando la renuncia de Rallis y llamó a Kiriakulis Mavromichalis, la única alternativa para formar gobierno. Ante el cambio de gobierno los rebeldes accedieron a aplazar su marcha contra la capital.
Mavromichalis solicitó a los alzados las condiciones para que depusiesen las armas y a las 9 de la noche las aceptó. Los rebeldes exigían:
- La aceptación de las reformas demandadas anteriormente.
- La seguridad de que las cortes no serían disueltas.
- La amnistía para los participantes en el golpe y los oficiales anteriormente condenados por insubordinación.
- El retiro de los oficiales que habían tratado de resistirse al pronunciamiento.

La Liga entregó a Mavromichalis una lista de candidatos aceptables para los ministerios de Guerra y Marina y a las 6 a. m. del 29 de agosto de 1909, satisfecha con los cambios logrados, ordenó el regreso de las tropas a los cuarteles.

## Consecuencias
Las demandas de la Liga, de carácter reformista y en parte ya expresadas en el plan de reforma de Alexandros Zaimis de 1898, se debían a la incapacidad del sistema parlamentario para aprobarlas por sí mismo que había quedado patente hasta entonces. Los militares de la Liga se proclamaron portavoces de la población y de las fuerzas armadas y, ante un gobierno impopular e incapaz de aplicar las reformas exigidas, forzó el cambio de gobierno.
Las exigencias de la Liga eran generales, expresadas en lenguaje moralizante e idealista, y solo eran detalladas en asuntos militares. El tono general era, sin embargo, chovinista, lo que alarmó a los países vecinos, especialmente al Imperio otomano.
La reacción internacional al pronunciamiento fue negativa. Los británicos enviaron buques de guerra para asegurar la posición del rey. Los alemanes, más moderados que los británicos, tampoco aprobaron la acción de los militares, y aconsejaron al rey la abdicación si la situación se volvía insoportable. La prensa europea fue en general hostil al golpe.
En el país la Liga reforzó pronto su control sobre las guarniciones provinciales, desterrando a puestos insignificantes a los oficiales sospechosos de hostilidad a la misma.
La opinión pública, deseosa de reformas pero incapaz de reflejar este deseo en el parlamento elegido, celebró la acción de los militares.
El pronunciamiento inició un periodo de control indirecto de la Liga de los sucesivos gobiernos griegos que duró hasta su disolución en 1910 por consejo de Eleftherios Venizelos, convocado desde Creta por la Liga para asesorarla. Su principal consecuencia fue la aprobación de reformas de las fuerzas armadas que las prepararon para las guerras de 1912-1913 y el cambio radical de la política griega por la llegada de Venizelos, que pronto arrinconó a los partidos que habían dominado el periodo posterior a 1897 (sobre este periodo véase Liga Militar (Grecia)).

## Valoración
El golpe de Estado de 1909 ha recibido tradicionalmente el beneplácito de la historiografía griega. Para los conservadores la intervención de la Liga supuso el comienzo de la preparación militar que llevaron a las victorias y la expansión territorial durante las guerras balcánicas. Para los liberales, la llegada de Venizelos de la mano de la Liga es el acontecimiento principal, con los cambios sociales y económicos que conllevó. El golpe a menudo se denomina «revolución», para hacer hincapié en el supuesto gran cambio que supuso.